# قرية أولاد موسى
قرية أولاد موسى أو كما يختصرها أهلها " K.O.M " هي حي أصبح يشكل حيًا من أكبر أحياء مدينة سلا في المغرب.تعتبر أكبر مقاطعة في سلا مع أنها حي بسيط من ناحية الوضع الاقتصادي والسياسي.[بحاجة لمصدر] يقارب عدد سكانها ربع مليون. تقع جنوب مطار الرباط سلا وقرب نهر أبي رقراق ومحاطة بحي مولاي إسماعيل وسلا الجديدة.
تمتاز بمساحة شاسعة وباهمال من طرف السلطات في مدينة سلا ومن المجلس البلدي للحي بدأ التعمير بها في بدايات السبعينات ومنذ ذلك الحين أخذت في التوسع بشكل مستمر إلى يومنا هذا وتقسم القرية بنظام القطاعات أو السيكتورات كا سيكتور 7.6.3.4 والأحياء كحي الفرح وحي البركةو حي الوحدة ... من أجل تسهيل نظام العناوين.
النقل
يوجد بالقرية شركة نقل للحافلات اسمها ألزا سيتي باص وهي حافلات محدثة ومجهزة بالواي فاي ومكيفة إضافة إلى مقاعد بعض المعاقين، قبل ذلك كانت هنالك شركة ستاريو وشركة بوزيد المعروفة ب STB.أيضا يوجد في القرية نقل سيارات الأجرة
```
التعليم: تتوفر القرية على مؤسسات تعليمة عديدة ابتدائي، اعدادي، ثانوي.مثلا ابتدائية كقرية أولاد موسى 2 سميت لانتسابها للقرية أيضا كقرية أولاد موسى 3، الشهيد الحياني، الكندي، بئر انزران....
```

.مثلا اعدادية كالعيون 1 والعيون 2
.مثلا ثانوية كالمنظر الجميل، جابر ابن حيان والقاضي عياض.التسوق
تتوفر القرية على الأسواق الشعبية المعروفة بالمارشي التي تبيع جميع أنواع الخصروات والأسماك والسوبر ماركت الكبير ماكرو أو مترووالمسمى الآن ب«أتقدو» "ATACADAO"